# Halloween III - Il signore della notte
(Conal Cochran - dai dialoghi del film)
Halloween III - Il signore della notte (Halloween III: Season of the Witch) è un film del 1982 scritto e diretto da Tommy Lee Wallace.
È il terzo episodio della saga di Halloween, ed è l'unico capitolo della serie che non presenta una trama riguardante il personaggio di Michael Myers che è completamente assente. Il cast del film è composto da Tom Atkins nel ruolo del Dottor Dan Challis, Dan O'Herlihy in quello di Conal Cochran e Stacey Nelkin in quello di Ellie Grimbridge. La trama si incentra sulle ricerche di Challis e Grimbridge nelle attività di Cochran, il misterioso proprietario della fabbrica di maschere Silver Shamrock Novelties, nella settimana che termina con la notte di Halloween.
Oltre ad abbandonare del tutto la storyline di Michael Myers, Halloween III abbandona il genere slasher che era stato inaugurato da Halloween - La notte delle streghe nel 1978. La focalizzazione sul killer psicopatico è rimpiazzata da quella su un brillante scienziato pazzo. I produttori Debra Hill e John Carpenter credevano che dopo la morte di Michael Myers alla fine di Halloween II - Il signore della morte, la saga di Halloween avesse il potenziale per diventare un'antologia di diversi film horror ambientati nella notte di Halloween. Ogni capitolo avrebbe avuto i suoi personaggi, impostazioni e trame.

## Trama
Sabato 23 ottobre, il negoziante Harry Grimbridge è inseguito da due tizi dall'elegante aspetto di uomini d'affari e porta con sé una maschera di Jack-o'-lantern prodotta dalla ditta Silver Shamrock Novelties. Arrivato a una stazione di rifornimento, ha un collasso. In seguito allo svenimento, viene portato in ospedale dal gestore della pompa di benzina gridando per tutto il tragitto che avrebbero ucciso tutti. Grimbridge viene posto sotto la cura del dottor Daniel "Dan" Challis. Mentre Grimbridge è in cura, un altro misterioso individuo vestito da manager entra nella sua stanza e lo uccide, estraendogli il cranio. Dopodiché l'uomo entra nella sua auto, si cosparge di benzina e si dà fuoco.
Parallelamente, la televisione trasmette con insistenza una pubblicità accompagnata da un'appropriata musichetta per indurre gli spettatori a partecipare alla festa della notte della vigilia di Tutti i Santi, ovviamente mascherati come si conviene ad Halloween.
Challis e la figlia di Grimbridge, Ellie, iniziano un'indagine che li porta nella piccola città di Santa Mira, in California, sede della fabbrica di maschere Silver Shamrock Novelties.
I due apprendono dal concierge dell'albergo, il signor Rafferty, che la città prospera grazie al genio dell'irlandese Conal Cochran e alla sua fabbrica, e che la maggior parte della popolazione della città è composta da discendenti di immigrati irlandesi.
Challis si allontana per vagliare il registro delle presenze del motel. Mediante questo controllo, scopre che il padre di Ellie aveva soggiornato allo stesso motel. È il particolare mancante che fa propendere la coppia a rimanere saldi nella decisione di andare fino in fondo all'investigazione.
Arrivano altri ospiti nell'albergo. Sono i negozianti Marge Guttman e la famiglia Kupfer: Bud, Betty e il loro figlio Buddy. Essendo tutti rivenditori, hanno interesse al florido commercio delle fosforescenti maschere che reperiscono solo in quella fabbrica.
La sera stessa Marge Guttman si ritira nella stanza del motel e prima di dormire inizia a leggere Il dono dell’aquila di Carlos Castaneda. Riposto il libro sul comodino nota sulla moquette il simbolo della Silver Shamrock Novelties staccato da una maschera. Sul lato posteriore della placca è inserito un chip e Marge, incuriosita, cerca di aprirlo con un ferretto per capelli e un raggio laser improvvisamente erompe da esso colpendola in piena faccia, sfigurandola e facendole uscire insetti dalla bocca.
Il giorno dopo, Challis ed Ellie visitano la Silver Shamrock con i Kupfer e al piccolo Buddy viene regalata una maschera. Challis ed Ellie si spaventano nello scoprire l'auto di Grimbridge in un capannone, sorvegliata da altri eleganti uomini in nero. Ritornano al motel, ma scoprono che non possono contattare nessuno fuori Santa Mira. Ellie viene rapita dagli uomini in nero della fabbrica e, per cercarla, Challis entra alla Silver Shamrock. Qui scopre che gli uomini in nero sono in realtà degli androidi creati da Cochran. Dopo che Challis viene catturato da loro, Cochran gli rivela il suo piano: uccidere i bambini e chi stanno con loro nella notte di Halloween e gli mostra ciò che succederà: la famiglia Kupfer viene messa in una stanza che simula il soggiorno di una casa qualunque. Buddy indossa la maschera e si mette a guardare la televisione mentre una serie di spot televisivi inizia a passare. Durante lo spot della Silver Shamrock, la maschera sulla testa di Buddy inizia a contrarsi, Buddy stramazza a terra, la madre muore per lo spavento, dalla bocca e dagli occhi di Buddy iniziano a uscire insetti e serpenti velenosi che attaccano il padre, uccidendolo. Dall'altro lato di uno specchio nascosto, si vede Cochran soddisfatto della prova generale che spiega a Challis che il marchio Silver Shamrock sulle maschere contiene un chip di computer e un frammento di una pietra sacrificale rubata a Stonehenge. Quando la pubblicità della Silver Shamrock verrà proiettata la notte di Halloween, il chip si attiverà causando la morte di coloro che indossano la maschera. Cochran chiarisce che egli sta tentando di far ritornare alla luce i più macabri aspetti della festa celtica del Samhain, collegato alla stregoneria.
Challis fugge e salva qualcuno che lui crede essere Ellie. Entrambi distruggono la fabbrica e uccidono Cochran. Comunque, Challis scopre che Cochran ha rimpiazzato Ellie con un androide. Dopo averlo distrutto, Challis ritorna alla stessa stazione di rifornimento dove il padre di Ellie era andato otto giorni prima. Challis contatta le stazioni televisive e le convince tutte tranne una a non mandare in onda la pubblicità, nel mentre arrivano tre ragazzi con le maschere di Strega, Teschio e Jack-o’-lantern. Il film termina con l'urlo di Challis che dice di fermare il canale.

## Produzione
Quando seppero che stava per essere creato un nuovo capitolo della saga di Halloween, John Carpenter e Debra Hill, gli sceneggiatori del film originale, si mostrarono riluttanti. Secondo la rivista Fangoria, Carpenter e Hill accettarono di partecipare al nuovo progetto solo se questo non fosse stato la diretta continuazione di Halloween II - Il signore della morte, cioè senza la presenza di Michael Myers. Irwin Yablans e Moustapha Akkad, che avevano prodotto i primi due film, filmarono Halloween III con un budget di 2,5 milioni di dollari.
Il mago degli effetti speciali Don Post del Post Studios disegnò le maschere in poliuretano che rappresentavano un teschio fosforescente, una strega dalla pelle verde e una zucca Jack-o'-Lantern. La Hill disse a Aljean Harmets, «Non avevamo un sacco di soldi per roba tipo protesi, così domandammo a Post, che aveva provveduto alla maschera di Myers per i precedenti capitoli della saga...gli chiedemmo se potevamo lavorare di nuovo insieme». La maschera dello scheletro e della strega erano riadattamenti di maschere standard del Post Studios, invece la maschera di Jack-O'-Lantern venne creata appositamente per Halloween III. Post collegò le maschere del film alla popolarità delle maschere nel mondo reale:
La maggior parte del film è ambientata nella piccola cittadina costiera di Loleta, California. Per il set della Silver Shamrock Novelties venne adattata la Familiar Foods, uno stabilimento locale di imbottigliamento del latte. Tutti gli effetti speciali quali fuoco, fumo ed esplosioni vennero filmati ai Post Studios.
Nella scena del film in cui il dottore Daniel Challis è seduto al bar a bere e chiede al barista di cambiare canale per non rivedere per l'ennesima volta la pubblicità delle maschere, si intravede una parte del trailer del film Halloween, la notte delle streghe.

### Sceneggiatura
I produttori ingaggiarono lo scrittore mannese di fantascienza Nigel Kneale per scrivere la sceneggiatura originale, probabilmente perché Carpenter ammirava il suo Quatermass, un serial televisivo trasmesso dalla BBC. Kneale disse che la sua sceneggiatura non includeva «horror per fan dell'horror». Aggiunse, «(...) la trama principale ha a che fare con la morte, shock psichici piuttosto che fisici (...)». Kneale asserì che al produttore del film Dino De Laurentiis non interessava questa impostazione e che impose più violenza e sangue. Sebbene gran parte della trama sia rimasta simile, le alterazioni non furono gradite a Kneale, il quale richiese che il suo nome non fosse inserito nei crediti. Il regista Tommy Lee Wallace venne incaricato di revisionare la sceneggiatura.
Wallace, intervistato da Fangoria, affermò che aveva creato il titolo del film come riferimento a un punto della trama – le maschere presenti nel film sono tre, come il capitolo della saga – e per tentare di collegarlo agli altri della serie. Spiegò nell'intervista che la direzione che Carpenter e la Hill volevano far prendere alla saga di Halloween era «...la creazione di un'antologia, una sorta di show che ricalcasse Night Gallery o Ai confini della realtà, solo su scala più grande — naturalmente». Ogni anno sarebbe stato realizzato un nuovo film su un altro aspetto della notte di Halloween.
Debra Hill disse a Fangoria che il film era stato pensato per essere un'opera in cui suspense e tensione dovevano essere predominanti rispetto agli elementi truculenti, tipici dei cosiddetti "slasher". A conferma di ciò, si notano citazioni di un altro famoso film ad alta tensione: L'invasione degli Ultracorpi, di Don Siegel. La città immaginaria di Santa Mira era l'ambientazione originale di L'invasione degli Ultracorpi e la località dove ha sede la Silver Shamrock venne chiamata così proprio in omaggio al film di Siegel. Alcuni punti della trama si avvicinano molto alla pellicola d'ispirazione, come ad esempio i corpi prelevati e rimpiazzati con androidi. Il sottotitolo del film in inglese - Season of the Witch - è un omaggio alla terza pellicola di Romero, La stagione della strega.
Critici cinematografici come Jim Harper definirono la trama di Wallace «in gran parte difettosa». Harper puntualizza, «Qualsiasi trama che narra di un pezzo di pietra rubato da Stonehenge e trasportato segretamente attraverso l'oceano Atlantico è destinata a divenire traballante sin dal primo fotogramma». Notò che «ci sono quattro ore di fuso orario da un capo all'altro degli Stati Uniti; la costa occidentale ha quattro ore di tempo prima di mandare in onda lo show, dopo che Challis li ha avvertiti... non è un gran finale... più che altro, non è logico!»
Harper non era l'unico critico colpito negativamente dalla trama. Roger Ebert del Chicago Sun-Times scrisse, «Qual è il piano di Cochran? Uccidere i bambini e rimpiazzarli con robot? Perché?»

### Cast
Il cast di Halloween III - Il signore della notte era composto per la maggior parte da attori apparsi in varie serie TV. Le eccezioni erano Dan O'Herlihy e Tom Atkins. Quest'ultimo era già apparso in diversi film di Carpenter precedenti ad Halloween III; ad esempio interpretava Nick Castle in Fog e Rehme in 1997: Fuga da New York ed era stato anche ospite speciale in serie TV come Harry O, Agenzia Rockford e Lou Grant. Atkins rivelò a Fangoria che gli piaceva fare la parte dell'eroe. Come veterano di film horror, aggiunse «Non mi preoccupo di avere una carriera cinematografica composta solo da pellicole horror» Successivamente ad Halloween III, Atkins continuò a recitare in ruoli da non protagonista in dozzine di film e serie televisive.
Stacey Nelkin partecipò nel ruolo di Ellie Grimbridge, una giovane donna il cui padre viene ucciso dalla Silver Shamrock. Approdò al ruolo dopo che un truccatore che lavorava sulla pellicola le parlò delle audizioni. In un'intervista, la Nelkin commentò il carattere del suo personaggio: «Ellie è molto coraggiosa e astuta. Nonostante ciò mi piace pensare di avere io stessa queste caratteristiche». La Nelkin ritenne un onore interpretare «la vittima» dopo Jamie Lee Curtis. Secondo Roger Ebert, la performance della Nelkin è «un punto in favore del film». Ebert spiegò poi, «(...) ha una di quelle voci ricche che ti fanno pensare che darebbe il meglio di sé in un altro ruolo...recita troppo male la sua ultima scena, senza la testa (...)».
Precedentemente alla sua apparizione nel ruolo della Grimbridge, la Nelkin recitò solo piccoli ruoli cameo in serie TV come CHiPs e Una famiglia americana. Dopo Halloween III continuò a lavorare in televisione.
L'attore irlandese Dan O'Herlihy interpreta Conal Cochran, il proprietario della Silver Shamrock e la strega del titolo inglese (un demone di 3000 anni, secondo la sceneggiatura originale di Kneale) O'Herlihy aveva recitato quasi 150 ruoli prima di partecipare al film ed era stato nominato per un premio Oscar per la sua performance in Le avventure di Robinson Crusoe. Dopo il film, apparve in altre venti pellicole tra film e serie TV prima della sua morte nel 2005. O'Herlihy ammise in un'intervista con la rivista Starlog che non era rimasto colpito dal risultato finale del film. Quando gli venne domandato cosa pensasse del film, O'Herlihy rispose "Quando uso un accento irlandese mi diverto: e ho usato un accento da Cork in Halloween III. Tutto sommato ho apprezzato il ruolo, però non è né più né meno che un'altra pellicola, basta".
Due membri del cast non erano estranei alla saga di Halloween. Nancy Kyes, che interpreta Linda l'ex moglie di Challis, era apparsa nella pellicola originale nel ruolo dell'amica intima di Laurie Strode, Annie Brackett. Lo stuntman Dick Warlock interpreta un androide assassino e aveva precedentemente interpretato Michael Myers in Il signore della morte - Halloween II.

### Regia
Il film era l'esordio alla regia di Tommy Lee Wallace, ma non era nuovo alla saga di Halloween. Wallace era lo scenografo e il produttore di Halloween - La notte delle streghe e aveva rifiutato di dirigere Halloween II - Il signore della morte. Dopo Halloween III - Il signore della notte, Wallace diresse altri film horror come Ammazzavampiri 2, Il cacciatore delle tenebre e la miniserie It, adattamento televisivo del romanzo di Stephen King.
Nonostante i disaccordi tra Wallace e la sceneggiatura originale di Nigel Kneale, gli attori dissero che Wallace era un regista con cui lavorare in perfetta sintonia. Stacey Nelkin disse a un giornalista, «Le riprese si rivelarono un grande divertimento. C'era un bel po' di gente con cui lavorare. Tommy Lee Wallace era incredibilmente comprensivo e disposto ad ascoltare la nostra opinione sui dialoghi».
Nonostante il terzo capitolo deviasse dalla trama dei primi due, Wallace tentò di connettere tutti e tre i film attraverso alcuni elementi stilistici. I titoli di testa del film presentano una jack-o'-lantern animata digitalmente, un ovvio riferimento alla jack-o'-lantern che appare nei titoli di testa di Halloween - La notte delle streghe e Il signore della morte - Halloween II.
La jack-o'-lantern di Wallace è il catalizzatore dei prodotti Silver Shamrock che attiva le maschere. Un altro riferimento stilistico al film originale viene rintracciato nella scena in cui il dottor Challis lancia una maschera contro la telecamera di sicurezza, facendo sembrare l'immagine sul monitor filtrata dagli occhi della maschera: un chiaro collegamento alla scena in cui un Michael Myers bambino uccide sua sorella con indosso una maschera da clown. Infine, il film contiene un piccolo accenno ai suoi predecessori, dal momento che include un paio di scene di Halloween, la notte delle streghe in una pubblicità televisiva che annuncia la messa in onda del film nei giorni a venire.
L'uso di Wallace di scene cruente servì a uno scopo diverso rispetto a Il signore della morte - Halloween II. Secondo Tom Atkins, «Gli effetti in questo film non sono sanguinari. Sono più che altro bizzarri». Il truccatore e responsabile degli effetti speciali Tom Burman conviene, secondo un'intervista, nel dire che «Questo film non è uscito per disgustare il pubblico. È un film divertente con un bel po' di suspense; non di certo una manciata di violenza gratuita»
Molti degli effetti speciali erano mirati a enfatizzare il tema del gioco di prestigio che infarcisce la trama. Il critico del New York Times, Vincent Canby, nota che «il film presenta una marea di effetti speciali accuratamente costruiti e al tempo stesso spassosamente orribili (...)». Canby si schierò dalla parte di quei pochi critici del tempo che ammirarono la regia di Wallace: «Il signor Wallace chiaramente ha un amore per i clichés, sta parodiando...e lo sta facendo con stile».

### Colonna sonora
La colonna sonora rimane un elemento importante nello stabilire l'atmosfera di Halloween III - Il signore della notte. Così come in Halloween - La notte delle streghe e Il signore della morte, non c'è colonna sonora sinfonica. La maggior parte di essa venne composta per far spaventare all'improvviso il pubblico.
Venne composta da John Carpenter e Alan Howarth, che avevano già lavorato insieme per Il signore della morte - Halloween II. Il tema di Halloween III è però del tutto differente dal tema principale, ormai familiare, dell'originale e del sequel. Carpenter rimpiazzò la melodia del piano con un tema più lento suonato su un sintetizzatore con tonalità acute. Howarth spiega come lui e Carpenter hanno composto la musica per il terzo film così:
Uno degli aspetti più caratteristici della colonna sonora del film è il jingle della pubblicità delle maschere di Halloween Silver Shamrock registrato sulla melodia di "London Bridge Is Falling Down", lo spot nel film conteggia i giorni rimanenti ad Halloween partendo da otto giorni prima e incoraggiando i bambini ad acquistare una maschera della Silver Shamrock da indossare la notte di Halloween:

## Distribuzione
Come i suoi predecessori, il film venne distribuito dalla Universal Pictures e dal produttore italiano Dino De Laurentiis. Halloween III - Il signore della notte uscì in 1 297 cinema negli Stati Uniti il 22 ottobre 1982. Il film uscì lo stesso giorno nel Regno Unito, in Australia, Canada, Francia, Italia, Germania Ovest, Norvegia, Spagna, Svezia e Singapore.

### Edizioni home video
Il film venne pubblicato su VHS nel 1983 dalla MCA/Universal Home Video e dalla Goodtime Home Video nel 1996. Le versioni DVD vennero distribuite dalla Goodtimes nel 1998 e dalla Universal Pictures nel 2002.
In Italia le versioni DVD vennero distribuite dalla Pulp Video nel 2000, dalla MTC nel 2006 e dalla Terminal Video nel 2012. Sono poi state pubblicate due edizioni Blu-Ray, una della Cult Media nel 2016 e una della Midnight Factory (2019) contenuta nel cofanetto che racchiude l'intera saga.
L'edizione DVD della MTC presenta il film in formato 1,33:1 (4ː3), con audio italiano e inglese Dolby Digital 1.0, sottotitoli in italiano per non udenti, contenuti speciali come trailer, note biografiche, filmografie, scheda film. L'edizione DVD T.V. SRL presenta il film in formato 2,35:1, con audio italiano Dolby Digital 5.1 e inglese mono, sottotitoli in italiano, come contenuti speciali 12 scene e fotogallery. L'edizione blu-ray Cult Media presenta il film in formato 2,35ː1 e in alta definizione, con audio italiano e inglese 2.0, sottotitoli in italiano, 12 scene, commento audio del regista Tommy Lee Wallace e Tom Atkins, TV spot, trailer e still gallery. Infine l'edizione blu-ray Midnight Classic presenta il film in formato 2,35ː1 da un nuovo master restaurato in alta definizione, lingue italiana e inglese 2-0  DTS-HD MA, sottotitoli in italiano, 12 scene, commento audio del regista Tommy Lee Wallace e Tom Atkins, TV spot, trailer, still gallery e making of.

## Accoglienza

### Incassi
Prodotto con un budget di 2,5 milioni di dollari, il film guadagnò 6333259 $ nel weekend d'apertura degli Stati Uniti e guadagnò in totale 14,4 milioni dollari, ma fu il peggior risultato per la saga di ''Halloween'' (fino a quel momento). Diversi horror usciti lo stesso anno risultarono assai migliori, inclusi Poltergeist - Demoniache presenze (76606280 $), Week-end di terrore (34581519 $) e Creepshow (21028755 $).
Nel 1983, Edd Riveria, creatore della locandina cinematografica del film, ricevette una nomination al Saturn Award dall'Academy of Science Fiction, Fantasy & Horror Films per il miglior poster, ma perse dinanzi alla locandina creata da John Alvin per E.T. l'extra-terrestre. La locandina di Riveria mostrava una faccia demoniaca che compariva sulle sagome di tre ragazzi. Il suo disegno venne più tardi utilizzato per la copertina di Fangoria dell'ottobre 1982. Da notare che nessuna creatura che appare nella pellicola è somigliante, neanche remotamente, alla faccia sulla locandina.

### Critiche
La critica di Halloween III - Il signore della notte era confusa. Il critico del New York Times Vincent Canby si sforzò di vedere nel film un genere ben definito. Continuava a dire, «Halloween III riesce nel compito non facile di stare contro i bambini, contro il capitalismo, contro la televisione e contro gli irlandesi». Dall'altro lato, disse che il film è diretto con stile, testuali parole: «Il signor Wallace ha una chiara predilezione per i luoghi comuni che sta parodiando e lo fa con stile». Altri critici erano molto più drastici nelle loro critiche. Roger Ebert scrisse che il film era «un thriller a basso rendimento sin dal primo fotogramma. Questo è uno di quegli Identikit-movies, agglomerati di generi e sub-generi, che recuperano parti di film molto migliori». Il settimanale Cinefantastique definì il film un «disordine mescolato senza alcuna speranza». Jason Paul Collum puntò invece all'assenza di Michael Myers e al finale nichilistico del film per spiegare perché il film non avesse soddisfatto critici e pubblico. Halloween III rimane l'unico film nella serie di Halloween in cui il nemico non è sconfitto e il piano del male riesce ad andare a segno. Jim Harper scrisse che se Halloween III non facesse parte della saga di Halloween, allora sarebbe solamente "un horror del tutto insignificante appartenente agli anni ottanta, non peggiore e non migliore di molti altri".
Tom Milne di Time Out, rivista di settore inglese, offrì una critica più positiva, definendo il titolo come «una sorta di truffa, perché lo psicopatico immortale dei primi due film è scomparso». A differenza degli altri critici, Milne pensò che la nuova trama fosse gradevole: «Con le possibilità dei personaggi [dei precedenti film della serie] ormai esaurite, Il signore della notte sembra avere più mordente, perché varia sui temi che sarebbero divenuti ripetitivi» e riteneva sempre più che il tutto fosse «piuttosto godibile».
I responsabili dell'Academy Award trovarono il film pieno di critiche alla società americana del ventesimo secolo. Lo storico Nicholas Rogers puntò a un messaggio anti-multinazionali presente nel film, secondo cui l'uomo d'affari è «assolutamente irrazionale» e cerca di «promuovere un futuro più robotizzato per il commercio e la manifattura». Le ossessioni astrologiche di Cochran o l'odio psicotico dei bambini «sovrastano il suo stesso senso degli affari».
Tony Williams puntualizzò che la trama del film era il risultato della "vittoria del controllo patriarcale delle corporazioni". In maniera simile, Martin Harris scrisse che Halloween III conteneva «un ben fatto e cinico commento sul consumismo americano». Sconvolto dalla commercializzazione della festa di Halloween, Cochran usa «ciò che egli aborra come arma contro sé stesso». Harris si riferisce ad altre grandi critiche nei confronti del mondo degli affari presenti nel film, incluse l'impiego di lavoratori locali e la qualità sempre più scarsa dei prodotti di massa.

### Merchandising
Per una tattica di merchandising, i produttori richiesero che Don Post producesse in massa le maschere del film: il teschio, la strega e jack-o'-lantern. I produttori diedero a Post i diritti esclusivi di merchandising insieme al suo contratto per lavorare al film: motivo in più di questa scelta era il fatto che i Post Studios avevano già con successo messo sul mercato le maschere di Il pianeta delle scimmie, Guerre stellari ed E.T. l'extraterrestre. Post disse "Le maschere sono la parte più significativa del film: potrebbero diventare un elemento di culto. I fan le vorranno indossare per andare a vedere la pellicola". Post mostrò per la prima volta le maschere a un tour degli Universal Studios a Hollywood. Le maschere costavano 25 dollari quando vennero diffuse nei negozi.
La sceneggiatura divenne un best seller nel 1982, scritto da Dennis Etchison che lo compose sotto lo pseudonimo di Jack Martin. Il libro fu un successo e venne pubblicato nuovamente nel 1984.
Etchison era stato l'autore del romanzo di Halloween II - Il signore della morte proprio l'anno prima.

## Curiosità
Santa Mira (California), che fa da sfondo agli eventi narrati nella pellicola, è una città fittizia già apparsa in un altro horror fantascientifico, il capolavoro di Don Siegel L'invasione degli ultracorpi del 1956. Come sopra citato, la località scelta per le riprese da Tommy Lee Wallace fu Loleta, sempre in California. 